# Элеанора Кастильская (ум. 1244)
Элеоно́ра Кастильская (ок. 1200  — 1244) — королева Арагона, первая жена Хайме I, дочь Альфонсо VIII Кастильского и Элеоноры Английской. Её сестра Беренгария Великая стала королевой Кастилии, так как их брат Энрике I не оставил наследников. Другая сестра, Бланка Кастильская, стала женой Людовика VIII, короля Франции.

## Брак
В 1221 году, в Агреде, Элеонора вышла замуж за Хайме I. Ей было девятнадцать, ему четырнадцать лет. Следующие шесть лет правления Хайме были полны восстаний дворян. По Алькалскому миру 31 марта 1227 года дворяне и король пришли к соглашению. Брак был заключен не по любви, а по политическим соображениям, как союз Арагона и Кастилии.
В браке Элеонора родила сына:
- Альфонсо[5][6], женившегося на Констанции де Монкада, графине Бигорра.

В 1230 году брак был расторгнут, и соглашение о разводе запретило Элеоноре вступить в повторный брак. Альфонсо был признан законным наследником, но его часть наследства отца была присвоена детьми Хайме от второго брака с Иоландой Венгерской.

## Поздние годы
Элеонора стала монахиней после развода и обосновалась в аббатстве Санта-Мария-ла-Реаль-де-Лас-Уэльгас, где воссоединилась со своей старшей сестрой Беренгарией, которая покинула двор Кастилии и Леона, и ещё одной сестрой, Констанцией, которая стала монахиней задолго до того. Все три сестры умерли в монастыре: Костанция в 1243 году, Элеонора в 1244 году и Беренгария в 1246 году. Все они похоронены в аббатстве.

## Погребение
После её смерти тело Элеоноры было похоронено в монастыре Лас-Уэльгос в Бургосе. Её останки были опознаны в могиле, которая сейчас находится в нефе Санта-Катарина и находится между могилой, содержащей остатки Филипе, сына Санчо IV и Марии де Молина, и могилой Педро, брата Филипе.
Во время работ в монастыре в середине XX века было установлено, что останки Элеоноры мумифицированы и находятся в хорошем состоянии, находясь в могиле из известняка. Её гроб был деревянным и лишенным украшений, хотя внутри гроба были обнаружены останки креста с золотым литьем и парчовых одежд с арабской вязью, которые, по мнению археолога Мануэля Гомеса Морено, аналогичны тем, что найдены в могиле Филипе, сына племянника Элеоноры Фернандо III.